# Argentinischer Nachtschatten
Der Argentinische Nachtschatten (Solanum physalifolium), auch Glanzfrüchtiger Nachtschatten genannt, ist eine Pflanzenart aus der Gattung der Nachtschatten (Solanum) innerhalb der Familie der Nachtschattengewächse (Solanaceae).

## Beschreibung

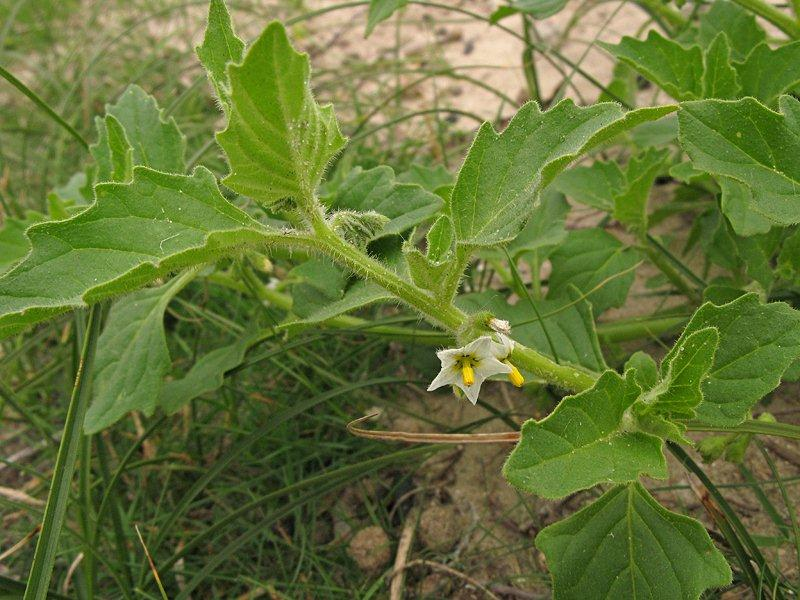
Habitus, Indument, Laubblätter und Blüte

Der Argentinische Nachtschatten ist eine einjährige krautige Pflanze und erreicht Wuchshöhen von 10 bis 40 Zentimetern. Die oberirdischen Pflanzenteile sind kaum klebrig und ohne einen auffälligen Geruch. Der im Querschnitt runde Stängel ist dicht abstehend drüsig behaart.
Der Fruchtkelch bedeckt die untere Hälfte der Beere. Die Kelchzipfel sind 2,5 bis 3,5 mm lang, breit-dreieckig und durch stumpfe abgerundete Buchten miteinander verbunden. 
Die Blütezeit erstreckt sich von Juni bis September. Der Blütenstand enthält vier bis acht Blüten. Die zwittrigen Blüten sind fünfzählig.
Die dunkelgrünen bis braunvioletten Beeren beinhalten etwa 15 bis 25 braune Samen.
Die Chromosomenzahl beträgt 2n = 24.

## Vorkommen
Das ursprüngliche Verbreitungsgebiet des Argentinischen Nachtschattens liegt im westlichen Südamerika (vor allem Chile).
Der Argentinische Nachtschatten besiedelt Ruderalstellen und Äcker. In Deutschland ist er ein eingebürgerter Neophyt und kommt in Mannheim, Heidelberg und im gesamten Rhein-Main-Gebiet vor. Er ist in Mitteleuropa eine Charakterart der Klasse Chenopodietea.

## Systematik
Die Erstveröffentlichung von Solanum physalifolium erfolgte durch Henry Hurd Rusby. Synonyme für Solanum physalifolium Rusby sind: Solanum nitidibaccatum Bitter, Solanum physalifolium var. nitidibaccatum (Bitter) Edmonds.
Solanum physalifolium gehört zur Sektion Solanum innerhalb der Gattung Solanum.